# Campuchia thuộc Nhật
Nhật Bản chiếm đóng Campuchia là một thời kỳ trong lịch sử Campuchia giai đoạn Thế chiến II khi Đế quốc Nhật Bản tiến vào Đông Dương và thiết lập quyền kiểm soát trên toàn cõi Campuchia trong khoảng thời gian 1941-1945. Các nhà chức trách Nhật Bản tại Campuchia lúc ban đầu vẫn cho phép chính quyền thực dân Pháp Vichy ở Đông Dương tồn tại trên danh nghĩa và đến năm 1945 thì tiến hành đảo chính lật đổ chính phủ thuộc địa dẫn tới sự thành lập một quốc gia bù nhìn thân Nhật của người bản xứ như một số nước khác ở khu vực Đông Nam Á.

## Bối cảnh lịch sử
Cuộc chiến tranh Pháp-Thái năm 1940-1941 đã để lại chính quyền thực dân Pháp ở Đông Dương vào vị thế yếu kém. Chính phủ Vichy đã ký một thỏa thuận với Nhật Bản cho phép quân đội Nhật Bản đi qua Đông Dương thuộc Pháp và đóng quân ở miền Bắc Việt Nam với quân số khoảng 25,000 người.
Trong khi đó, chính phủ Thái Lan, được củng cố bởi hiệu lực của hiệp ước hữu nghị với Nhật Bản, nắm lấy lợi thế và xua quân xâm chiếm các tỉnh miền tây Campuchia. Sau cuộc xâm lược này, Tokyo tổ chức lễ ký kết hiệp ước đình chiến vào tháng 3 năm 1941 và buộc quân Pháp phải từ bỏ các tỉnh Battambang, Siem Reap, cũng như một phần đất mở rộng eo hẹp giữa vĩ tuyến 15 và dãy núi Dângrêk trong tỉnh Stung Treng.
Nhà nước Thái Lan dưới sự lãnh đạo của viên Thống chế thân Nhật Plaek Phibunsongkhram đã xua quân chiếm đóng các vùng lãnh thổ này, khiến cho Campuchia mất gần nửa triệu cư dân và một phần ba diện tích trước đây.

## Nhật Bản chiếm đóng
Vào tháng 8 năm 1941, quân đội Nhật Bản tiến vào Campuchia thuộc Pháp và thành lập một đơn vị đồn trú khoảng 8,000 quân. Bất chấp sự hiện diện quân sự của họ, các nhà chức trách Nhật Bản cho phép các quan chức chính phủ thực dân Pháp Vichy vẫn giữ nguyên bộ máy hành chính do họ quản lý.
Ngày 20 tháng 7 năm 1942, xảy ra một cuộc biểu tình lớn chống Pháp ở Phnôm Pênh sau khi một nhà sư xuất chúng là Hem Chieu bị bắt vì bị cáo buộc rao giảng xúi giục dân quân thuộc địa nổi loạn. Chính quyền thực dân Pháp ra lệnh bắt giữ nhà lãnh đạo của cuộc biểu tình là Pach Chhoeun và đày ông ra đảo Côn Sơn giam giữ. Pach Chhoen là một trí thức Campuchia đáng kính đã liên kết với Học viện Phật giáo Campuchia và cùng với Sim Var sáng lập ra tờ Nagaravatta, tờ báo chính trị công khai đầu tiên viết bằng tiếng Khmer vào năm 1936. Một thành viên khác trong nhóm Nagaravatta là Sơn Ngọc Thành (một quan chức được đào tạo ở Paris) cũng bị khiển trách về cuộc biểu tình mà Pháp nghi ngờ đã được thực hiện với sự khuyến khích của người Nhật.
Đầu năm 1945, Nhật Bản tiến hành một cuộc đảo chính loại bỏ tạm thời quyền kiểm soát của Pháp ở Đông Dương. Toàn bộ quân đội Nhật Bản đồn trú trên khắp Đông Dương đã lật đổ chính quyền thực dân Pháp và giải giáp lực lượng quân sự của Pháp chỉ trong vài ngày. Mục đích của họ là hồi sinh lại sự hỗ trợ của người dân bản địa cho nỗ lực chiến tranh của Tokyo bằng cách khuyến khích các nhà lãnh đạo bản xứ tuyên bố độc lập và dẫn đến sự hình thành các quốc gia bù nhìn thân Nhật.
Ngày 9 tháng 3 năm 1945, vị vua trẻ Norodom Sihanouk đã tuyên bố Vương quốc Campuchia độc lập, sau một yêu cầu chính thức của Nhật Bản. Ngay sau đó chính phủ Nhật Bản trên danh nghĩa phê chuẩn nền độc lập của Campuchia và thành lập một lãnh sự quán tại Phnôm Pênh. Ngày 13 tháng 3, vua Sihanouk đã thay đổi tên gọi chính thức của đất nước trong tiếng Pháp từ Cambodge sang Kampuchea. Chính phủ mới tiến hành loại bỏ việc Latinh hóa chữ Khmer mà chính quyền thuộc địa vừa mới bắt đầu thi hành và chính thức phục hồi hệ thống chữ viết Khmer. Biện pháp này do các cơ quan chính phủ bù nhìn thân Nhật tồn tại trong thời gian ngắn thực hiện sẽ còn được phổ biến lâu dài, kể từ đó không một chính phủ nào ở Campuchia cố gắng Latin hóa tiếng Khmer thêm lần nữa.
Sơn Ngọc Thành trở lại Campuchia vào tháng 5 năm 1945. Lúc đầu ông được bổ nhiệm làm bộ trưởng ngoại giao và hai tháng sau thì giữ chức Thủ tướng Vương quốc Campuchia. Quốc gia bù nhìn thân Nhật Campuchia kéo dài từ tháng 3 đến tháng 10 năm 1945.
Thời kỳ chiếm đóng Campuchia của người Nhật đã kết thúc với sự kiện Nhật Bản chính thức đầu hàng vào tháng 8 năm 1945. Sau khi các đơn vị quân đội Đồng Minh tiến vào Campuchia, các lực lượng quân sự Nhật Bản còn hiện diện trong nước đã được giải giáp và cho hồi hương. Người Pháp cuối cùng cũng tái lập chính quyền thuộc địa tại Phnôm Pênh vào tháng 10 cùng năm. Sau khi bắt giữ Sơn Ngọc Thành vì tội hợp tác với người Nhật, chính quyền thực dân Pháp đã đày ông sang Pháp và giam tại gia. Một số người ủng hộ ông bí mật trốn đến vùng tây bắc Campuchia do Thái Lan kiểm soát để tham gia vào lực lượng thuộc nhóm ủng hộ giành độc lập là Khmer Issarak. Tuy trên danh nghĩa là chống Pháp, phong trào dân tộc chính trị không đồng nhất này được tổ chức với sự hậu thuẫn của Thái Lan và về sau bị chia rẽ thành hai phe.